# دره جو قول
دره جو قول (به لاتین: Darreh-ye Jow Qowl) یک منطقهٔ مسکونی در افغانستان است که در ولایت بامیان واقع شده‌است.